# 305年
| 千纪： | 1千纪                                                                                           |
| 世纪： | 3世纪 \| 4世纪 \| 5世纪                                                                         |
| 年代： | 270年代 \| 280年代 \| 290年代 \| 300年代 \| 310年代 \| 320年代 \| 330年代                       |
| 年份： | 300年 \| 301年 \| 302年 \| 303年 \| 304年 \| 305年 \| 306年 \| 307年 \| 308年 \| 309年 \| 310年 |
| 纪年： | 乙丑年（牛年）；西晋永兴二年；成汉建兴二年；前赵元熙二年                                        |

## 大事记
- 中國
  - 成都王司馬穎被河間王司馬顒廢去官位和皇太弟身份，他的舊將公師藩於是自稱將軍，以司馬穎之名在趙、魏之間舉兵，聚眾數萬，汲桑與石勒亦率數百騎師附公師藩。公師藩拜石勒為前隊督，並與他進攻守鄴城的平昌公司馬模，卻被苟晞、丁紹和司馬模部將馮嵩擊敗。
  - 東海王司馬越起兵討伐在長安挾帝掌政的河間王司馬顒，命司馬睿為平東將軍，監徐州諸軍事，留守下邳。
  - 劉淵所派將領劉欽再度擊敗司馬騰所派的討伐軍。同年并州爆發大饑荒，離石亦受影響，劉淵於是遷都黎亭。
  - 晉右將軍陳敏乘內亂據有吳越之地，企圖建立割據政權，西晉派兵討伐，周玘又和江東世族顧榮等起而回應，俘陳敏，後斬于建康。
- 罗马帝国
  - 5月1日——罗马皇帝戴克里先與馬克西米安宣布退位，伽列里烏斯與君士坦提烏斯一世分別晉升為羅馬東、西部的奧古斯都。
  - 羅馬東部的奧古斯都伽列里烏斯任命其外甥馬克西米努斯和部將塞維魯二世分別為羅馬東、西部的凱撒，而完全不顧馬克西米安和君士坦提烏斯一世在西部的勢力。

## 逝世
- 左思，西晋文学家